# Jorge Luco
Jorge Fernando Luco Urzúa (* 22. Oktober 1934 in Santiago; † 14. Februar 2014 ebenda) war ein chilenischer Fußballspieler und -trainer. Der Mittelfeldspieler absolvierte zehn Länderspiele für Chiles Nationalmannschaft. 

## Karriere

### Verein
Jorge Luco begann seine Profikarriere 1953 bei Universidad Católica und wurde ein Jahr nach seinem Debüt Meister 1954. Als Meister stieg der Verein allerdings im Folgejahr ab, schaffte aber 1956 die Rückkehr in die Primera División als Meister. Die zweite Meisterschaft holte der Mittelfeldspieler mit den Cruzados 1961. Im Juli 1963 wechselte Luco zu Unión Española und spielte bis Mitte 1967 beim Klub spanischer Einwanderer. Seine Karriere beendete er beim CD Magallanes, für den er bis Ende 1968 auflief.

### Nationalmannschaft
Jorge Luco debütierte für die Nationalmannschaft Chiles im September 1959 bei der Copa O’Higgins gegen Brasilien. Bei der 0:7-Niederlage wurde er nach 25 Spielminuten für Gonzalo Carrasco eingewechselt. 1960 ging Luco mit der La Roja auf Europareise, bei der er in weiteren Freundschaftsspielen auflief. Sein zehntes und letztes Länderspiel bestritt er im Juli 1960 beim Freundschaftsspiel gegen Spanien.

### Trainer
Zwei Jahre nach seinem Karriereende als Spieler begann Jorge Luco seine Trainerlaufbahn bei den Santiago Wanderers. Er trainierte zweimal seinen früheren Verein Universidad Católica und gewann mit diesem 1975 den Titel der Segunda División. Darüber hinaus betreute er 1978 Deportes Arica, 1985 Unión San Felipe und CD O’Higgins. Für die Nationalmannschaft arbeitete er als Assistenztrainer und als Trainer der U-17-Junioren.

## Erfolge

### Spieler
Universidad Católica
- Chilenischer Meister: 1954, 1961
- Segunda División: 1956

### Trainer
Universidad Católica
- Segunda División: 1975